# George Percy, 5. vévoda z Northumberlandu
George Percy, 5. vévoda z Northumberlandu (George Percy, 5th Duke of Northumberland, 6th Earl of Northumberland, 5th Earl Percy, 2nd Earl of Beverley, 6th Baron Warkworth, 6th Baron Percy, 5th Baron Lovaine) (22. června 1778, Londýn, Anglie – 22. srpna 1867, Alnwick Castle, Anglie) byl britský politik. Za stranu toryů byl přes třicet let poslancem Dolní sněmovny, od roku 1830 byl po otci členem Sněmovny lordů, titul vévody zdědil po bratranci v roce 1865. V několika konzervativních vládách zastával nižší funkce.

## Životopis

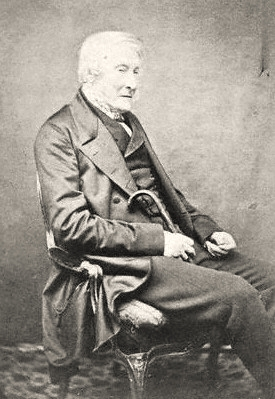
George Percy, 2. hrabě z Beverley (cca 1860)

Pocházel z významného šlechtického rodu Percyů, byl synovcem 2. vévody z Northumberlandu a nejstarším synem Algernona Percyho, 1. hraběte z Beverley (1750–1830). Studoval v Etonu a Cambridge, v letech 1799–1830 byl poslancem Dolní sněmovny a po celou dobu zastupoval volební obvod Bere Alston. Od počátku podporoval politiku W. Pitta mladšího, v jeho druhé vládě zastával funkci lorda pokladu (1804–1806). Jako dobrovolník se zúčastnil války proti Napoleonovi na Pyrenejském poloostrově, v Percevalově vládě byl komisařem kontrolního úřadu Východoindické společnosti (1807–1812). Později se stal lordem komořím Jiřího IV. (1821–1830) a v roce 1830 po otci vstoupil do Sněmovny lordů jako 2. hrabě z Beverley (do té doby jako otcův dědic užíval titul lord Lovaine). V roce 1842 byl jmenován členem Tajné rady a v letech 1842–1846 byl v Peelově vládě velitelem královské tělesné stráže (Captain of the Yeomen of the Guard) . V letech 1861-1867 byl kurátorem Britského muzea. Po bratranci Algernonovi zdědil v roce 1865 titul vévody z Northumberlandu a rozsáhlý pozemkový majetek v severní Anglii. Je pohřben v rodové hrobce ve Westminsterském opatství.

## Rodina a majetek

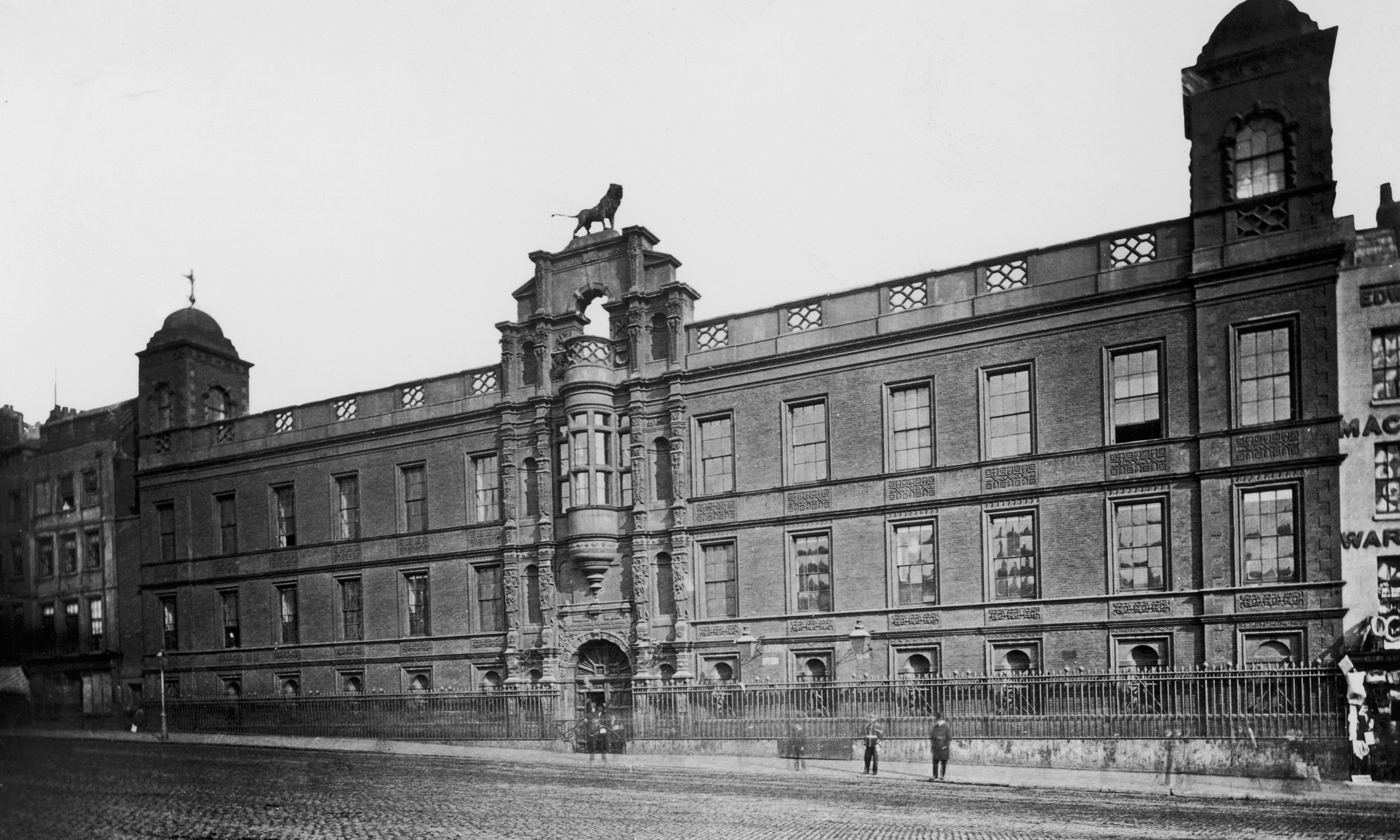
Rodový palác Northumberland House v Londýně krátce před demolicí (1874)

V roce 1801 se oženil s Louise Stuart (1781-1843) z rodu markýzů z Bute. Měli spolu pět dětí, dědicem vévodského titulu byl nejstarší syn Algernon Percy (1810–1899), další syn lord Josceline Percy (1811–1881) byl poslancem Dolní sněmovny, nejmladší syn lord Henry Percy (1817–1877) sloužil v armádě a dosáhl hodnosti generála.
Kromě rodových sídel na venkově (Alnwick Castle, Prudhoe Castle) zdědil jako vévoda rodový palác Northumberland House v Londýně, který se stal v polovině 19. století předmětem veřejného zájmu. V době intenzivní výstavby začal palác bránit urbanistickému rozvoji hlavního města a úřady řadu let naléhaly na rodinu Percyů, aby jej prodala. Georgův předchůdce admirál Algernon Percy, 4. vévoda z Northumberlandu, dlouho odolával, ale George nakonec krátce po převzetí dědictví palác v roce 1866 prodal. Londýn za něj zaplatil půl miliónu liber, na místě paláce je dnes ulice Northumberland Avenue.